# Tata SE
Tata SE — грузовик с передним управлением и полной массой 16200 кг. На этом грузовике Tata установлен двигатель Tata 697 TCIC CRDi объемом 5675 см³ с технологией EGR, мощностью 136 л. с. и максимальным крутящим моментом 490 Нм. Двигатель грузовика Tata SE сочетается с 6-ступенчатой механической (6F+1R) коробкой передач с тросовым переключением, обеспечивающей превосходный пробег. Этот грузовик Tata SE имеет колесную формулу 4x2. Колесная база 4225 мм позволяет этому грузовику Tata предлагать длину кузова, подходящую для различных видов применения. Пневматические тормоза обеспечивают превосходную безопасность в Tata SE, а полуэллиптическая подвеска на листовых рессорах спереди обеспечивает хорошее качество езды. Более подробная информация о характеристиках грузовика Tata SE, таких как пробег, емкость топливного бака, шины, подвеска, фотографии и т. д., доступна в разделах выше, Он во многом основан на Mercedes-Benz Kurzhauber.